# Presidências Abertas
Presidência Aberta é a priorização política de um tema, como, por exemplo, o ambiente, por opção do Presidente da República Portuguesa, durante um curto espaço de tempo. Tem intuito de avaliar este tema em contacto directo com as partes interessadas. Normalmente, o presidente desloca-se aos locais mais afins à temática onde, durante esse período, reside.
Esta prática começou na presidência de Mário Soares, com o intuito de percorrer o país para ouvir as populações. Apesar da enorme popularidade desta iniciativa, a mesma foi criticada por exceder o papel constitucional atribuído ao Presidente da República Portuguesa e de fazer lembrar as Cortes medievais. Numa dessas presidências abertas, a 17 de março de 1989, em Castelo de Vide, Mário Soares pediu perdão, oficialmente, pela perseguição aos judeus, 500 anos antes.
Durante o mandato de Jorge Sampaio, o modelo foi reformulado e a designação alterada, mantendo-lhe, contudo, as características principais. Com efeito, as suas "Presidências temáticas" ou "Semanas temáticas", foram, de certo modo, o prolongamento da última Presidência Aberta de Soares sobre o Ambiente. Apesar de Sampaio não usar, publicamente, a expressão "Presidência Aberta" para se referir às suas, os jornalistas nunca deixaram de as designar assim. Com Aníbal Cavaco Silva, a designação foi alterada para "Roteiros" e com Marcelo Rebelo de Sousa "Portugal Próximo".
Em Junho de 2021, Marcelo Rebelo de Sousa cumprirá a sua Presidência Aberta na região do Alentejo devido à crise laboral de emigrantes na vila de Odemira.
O impacto que esta iniciativa teve na sociedade e na política portuguesa foram tão fortes, que o modelo foi replicado a nível autárquico, como em Almada e Funchal.

## Presidências Abertas de Mário Soares
Soares realizou no total 11 Presidências Abertas, oito no seu primeiro mandato e três no segundo:
| Datas                                   | Locais                       | Temas    |
| --------------------------------------- | ---------------------------- | -------- |
| 16 a 25 de setembro de 1986             | Guimarães                    |          |
| 15 a 26 de fevereiro de 1987            | Bragança                     |          |
| 27 de outubro a 7 de novembro de 1987   | Beja e Évora                 |          |
| 25 a 31 de março de 1988                | Guarda                       |          |
| 19 a 24 de julho de 1988                | Descida do Douro             |          |
| 12 a 19 de março de 1989                | Portalegre                   |          |
| 29 de maio a 9 de junho de 1989         | Açores                       |          |
| 29 de junho a 8 de julho de 1989        | Coimbra                      |          |
| 19 a 28 de setembro de 1992             | Viana do Castelo             |          |
| 30 de janeiro a 14 de fevereiro de 1993 | Área Metropolitana de Lisboa |          |
| 4 a 21 de abril de 1994                 | Portugal Continental         | Ambiente |